# Epixerus ebii
Epixerus ebii — вид гризунів родини Sciuridae. Це єдиний вид роду Epixerus, хоча східні популяції (підвид Epixerus ebii wilsoni) раніше вважалися окремим видом, E. wilsoni. Зустрічається у Західній та Центральній Африці (Камерун, Конго, Кот-д'Івуар, Екваторіальна Гвінея, Габон, Гана, Ліберія, Сьєрра-Леоне). Його природним середовищем існування є субтропічні або тропічні вологі низинні ліси. Йому загрожує втрата середовища існування.

## Фізичний опис
Epixerus ebii є одними з найбільших видів вивірок, що мешкають в африканських тропічних лісах. Їхня середня маса становить близько 592 г (діапазон = від 540 до 650 г). Середня довжина їхньої голови й тулуба становить 284 мм (діапазон = від 250 до 310 мм); хвіст майже такої ж довжини — від 28 до 30 сантиметрів. Їхні спини мають сірувато-сірий колір, а нижня частина тіла має колір від теплого помаранчевого до червоного. Найбільш ідентичною рисою цього виду є його хвіст, який має чорну облямівку з чорно-білими мітками зверху. Нижня частина хвоста має тонкі поздовжні смуги, що переходять у помаранчеву щітку. Цих вивірок часто плутають з їхнім найближчим родичем, Protoxerus stangeri. Морфологічно цей вид можна розрізнити лише за незначними відмінностями в черепах.

## Поведінка
Epixerus ebii не є соціальними білками, оскільки їх спостерігають поодинці приблизно 80% часу. Решту часу їх бачать з однією-трьома іншими вивірками. Зазвичай вони мають дуже великі індивідуальні ділянки, в середньому близько 21 гектара. Вони вважаються активними та швидкими. Зазвичай вони створюють гніздо на дереві, яке стає їхнім батьківським деревом. Їхній ареал проживання простягається приблизно від цієї точки. Про ці гнізда або барлоги мало що відомо, окрім того, що вони знаходяться в середньому на висоті 8,1 метра від землі, але можуть коливатися від 1,5 до 20 метрів. Тварини ведуть денний спосіб життя, але мають відносно короткі періоди активності. Зазвичай вони залишають свої гнізда на світанку та повертаються до настання сутінків.

## Трофічні зв’язки
Epixerus ebii зазвичай харчуються опалим насінням та плодами, а іноді їдять комах. Цей вид має дуже своєрідний спосіб розкриття цих горіхів з твердою шкаралупою: вони розпилюють горіхи навпіл посередині зубами. Деякі з цих горіхів тварини закопують, щоб вони могли їх накопичити та з'їсти пізніше. Зазвичай їх закопують за 15–20 метрів від батьківського дерева. Оскільки горіхи дуже тверді та їх потрібно розпилювати, годування ними може бути шумним процесом.
Щоб уникнути хижаків, Epixerus ebii влаштовують свої нори в дуплах дерев, що розміщені над землею, з вузькими входами, ледве достатньо великими, щоб вони могли в них поміститися. Як тільки хижака бачать, ці вивірки кричать, використовуючи або низький звук, щоб повідомити про менш небезпечну загрозу, або високий звук, щоб повідомити інших про більшу загрозу. Ймовірними хижаками цих вивірок є хижі птахи, великі змії та хижаки-ссавці, такі як генети та африканські золотисті кішки.